# مركبة استعراض تقنية فرط صوتية
مركبة استعراض تقنية فرط صوتية HSTDV هي طائرة استعراضية بمحرك سكرامجت بدون طيار للتحليق بسرعة تفوق سرعة الصوت . تُطَوَّر كمركبة حاملة لصواريخ كروز التي تفوق سرعتها سرعة الصوت وبعيدة المدى ، ومن المرجح أن سيكون لها تطبيقات مدنية متعددة بما في ذلك إطلاق أقمار صناعية صغيرة بتكلفة منخفضة. يُشَغَّل برنامج تقنية الطيران فرط الصوتية بواسطة منظمة البحث والتطوير الدفاعية (DRDO).

## مقدمة
تمضي الهند قدمًا في تطوير أجهزة اختبار مركبات تسير على الأرض والطيران كجزء من خطة طموحة لصاروخ كروز تفوق سرعته سرعة الصوت .
تهدف المركبة التجريبية للتكنولوجيا فوق الصوتية (HSTDV) التابعة لمختبر البحث والتطوير الدفاعي إلى تحقيق رحلة طائرة بمحرك فرط صوتي scramjet ذاتية القيادة لمدة 20 ثانية ، باستخدام معزز قوي لإطلاق الصاروخ. يصل نطاق البحث أيضًا اهتمام الهند بمركبات الإطلاق القابلة لإعادة الاستخدام. الهدف النهائي هو الوصول إلى سرعة 6 ماخ على ارتفاع 32.5 كم (20 اميال).
يهدف اختبار الطيران الأولي إلى التحقق من الديناميكا الهوائية للمركبة الهوائية ، بالإضافة إلى خصائصها الحرارية وأداء المحرك الفرط صوتي (سكرامجت). عُرِّضَ نموذج بالحجم الطبيعي لـهذه المركبة في معرض Aero India في بنغالورو في فبراير (انظر الصورة) ، ويقول S. Panneerselvam ، مدير مشروع DRDO ، أن المهندسين يهدفون إلى بدء اختبار طيران نموذج كامل يسحب الهواء مدعوم من محرك سكرامجت بقوة دفع 1300 رطل في المستقبل القريب.

## التصميم والتطوير

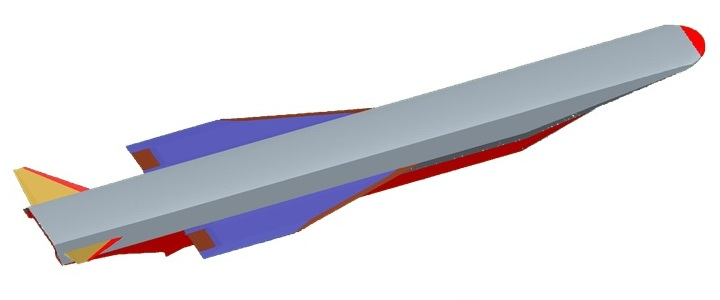
عرض مبسط لطائرة فرط صوتية.

تم الانتهاء من تصميم هيكل الطائرة مع المحرك في عام 2004.
قال الدكتور سرسوات في مايو 2008:
| « | The HSTDV project, through which we want to demonstrate the performance of a scram-jet engine at an altitude of 15 km to 20 km, is on. Under this project, we are developing a hypersonic vehicle that will be powered by a scram-jet engine. This is dual-use technology, which when developed, will have multiple civilian applications. It can be used for launching satellites at low cost. It will also be available for long-range cruise missiles of the future. | » |

قدمت إسرائيل بعض المساعدة في برنامج مركبة استعراض تقنية فرط صوتية بما في ذلك اختبار نفق الرياح ، كما فعلت جامعة كرانفيلد في المملكة المتحدة. وفقًا لأحد التقارير ، قدمت روسيا مساعدة حاسمة في المشروع. الشريك الرئيسي للصناعات الدفاعية للهند هو روسيا ، التي أجرت أبحاثًا كبيرة في الدفع الأسرع من الصوت.
تـُبنى حاليا طائرة تزن 1 طن وطولها 6و5 متر تتميز بمقطع عرضي ثماني الاسطح ذو أجنحة تحت منتصف الجسم وزعانف ذيل مجرفة ومدخل هواء مستطيل الشكل بطول 3.7 متر. يقع محرك سكرامجت أسفل منتصف الجسم ، ويعمل الجزء الخلفي من جسم الطائرة كجزء من فوهة العادم. كما يجري العمل على تطوير المحرك.
صُمِّمَ جناحين قصيرين متوازيين في الجسم الأمامي لتقليل الانسكاب وزيادة قوة الدفع. توجد لوحات ذات الامتداد الجزئي عند الحافة الخلفية للأجنحة للتحكم في الارتفاع والانخفاض . يمكن لغطاء فوهة نهاية الاحتراق أن ينحرف بما يصل إلى 25 درجة لضمان الأداء المرضي أثناء مراحل انقطاع الطاقة والتشغيل.
أسطح قاع هيكل الطائرة وأجنحتها وذيلها مصنوعة من سبائك التيتانيوم ، بينما تتكون السطح العلوي من سبائك الألومنيوم . السطح الداخلي للمحرك مزدوج الجدار ، وهو سبيكة النيوبيوم والسطح الخارجي عبارة عن سبيكة نيمونية.
نظرًا لعدم توفر المواد الخاصة بمحرك سكرامجت ، تم البدء في برنامج جديد ويتم تطوير المواد في معاملنا الخاصة. أدى ذلك إلى الاكتفاء الذاتي في ذلك المضمار واُخْتُبِرَ محرك سكرامجت بنجاح لمدة 20 ثانية بدلاً من 3 ثوانٍ.[متى؟] 
في اختبار 12 يونيو 2019 رُكِّبَت مركبة كروز على محرك صاروخي Agni-I بالوقود الصلب لنقلها إلى الارتفاع المطلوب. بعد الوصول إلى الارتفاع المطلوب ووصلت السرعة إلى 1 ماخ ، فُصِلَت مركبة كروز من صاروخ الإطلاق. وبدأ إشعال محرك سكرامجت آليًا في الهواء ودفع مركبة كروز بسرعة 6 ماخ. أنفقت DRDO م30 مليون دولار خلال مرحلة التصميم والتطوير بينما أُنْفِقَ 4.5 مليون دولار على تطوير النموذج الأولي للمركبة الفرط صوتية.

## الاختبارات

### اختبار نفق الرياح
اُخْتُبِرَ نموذج مصغر للمركبة بمقياس 1:16 في نفق هوائي تفوق سرعة الصوت تديره شركة صناعات الفضاء الإسرائيلية. تم اختبار الإدخال المعزول في نفق هوائي بسرعة 3 ماخ في مختبر الطيران الوطني الهندي في بنغالور . أثناء الاختبار المعملي ، تم اختبار محرك سكرامجت مرتين لمدة 20 ثانية. مطلوب ما مجموعه خمسة إلى ستة اختبارات قبل الرحلة التجريبية. كان من المتوقع أن تتم الرحلة التجريبية بحلول نهاية عام 2010.
في نوفمبر 2010 صرح مسؤولو المختبر DRDO للصحافة أنهم بصدد افتتاح أربعة مرافق تكنولوجيا حديثة في حيدر أباد وكذلك بالقرب منها بتكلفة تزيد عن 10 مليار روبية هندية (166 مليون دولار أمريكي) على مدى السنوات الخمس المقبلة. وبحسب ما ورد ، سوف يستثمرون من 3 إلى 4  مليار روبية (66 إلى 88 مليون دولار أمريكي) لإنشاء نفق رياح تفوق سرعة الصوت حيث تشتد الحاجة إليه في مجمع الصواريخ في حيدر أباد. تم أخيرًا تشغيل منشأة اختبار نفق الرياح فوق الصوتية المتقدمة HWT في مجمع الدكتور عبد السلام للصواريخ في 20 ديسمبر 2020.
يسهل المرفق اختبار المعلمات المختلفة لمركبة تطوير التكنولوجيا فرط الصوتية ، بما في ذلك أداء المحرك.
"من المهم اختبار المركبة HSTDV في نطاق يصل إلى Mach 12 . سيكون هذا تركيبًا فريدًا في الهند ، "صرح ساراسوات لـصحيفة AW&ST في 22 نوفمبر 2010.
اعتبارًا من ديسمبر 2011 أثبت العلماء تقنيات الديناميكا الهوائية والديناميكا الحرارية الهوائية والمحرك والهياكل الساخنة من خلال التصميم واختبارات على الأرض. وقالت المصادر: "قبل الإطلاق ، سيتعين علينا التركيز الآن على التكامل الميكانيكي والكهربائي ونظام التحكم والتوجيه جنبًا إلى جنب مع نظام التعبئة والتغليف ونظام الفحص و المحاكاة HILS (محاكاة الأجهزة في الحلقة) والاستعداد للإطلاق".

### اختبار الطيران
في عام 2016 ، أُعلن أنه سيتم اختبار المركبة بحلول ديسمبر 2016. في أوائل عام 2019 ، تم إعداد المركبة للاختبارات وكان من المتوقع أن يتم اختبارها في نفس العام.
في 12 يونيو 2019 ، تم اختباره من جزيرة عبد السلام من قبل منظمة البحث والتطوير الدفاعية. مع محرك سكرامجت ، يمكنها الطيران بسرعة ماك 6. تم اختبار إطلاقه من منصة الإطلاق رقم 4 من نطاق الاختبار المتكامل (ITR) في جزيرة عبد السلام في منطقة بالاسور في أوديشا في الساعة 11:27 بتوقيت الهند . وفقًا لبعض التقارير غير المؤكدة ، حقق الاختبار نجاحًا جزئيًا ، حيث يُزعم أن المركبة الحاملة البالستية Agni-I التي كان من المقرر أن تتلقى HSTDV تعزيز ارتفاعها لم تكمل المهمة. كان من المفترض أن يكون هذا بسبب "مشاكل الوزن". ومع ذلك ، لم يتم تأكيد الشائعات. وفقًا للبيان الرسمي الصادر عن وزارة الدفاع ، "تم إطلاق الصاروخ بنجاح" وسيتم تحليل البيانات التي تم جمعها "للتحقق من صحة التقنيات الحيوية".

### اختبار سكرامجت

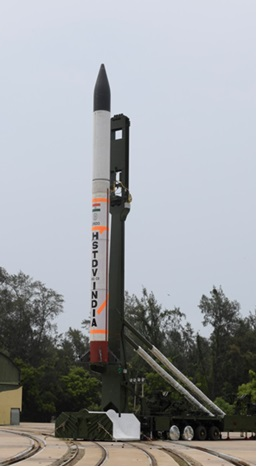
مركبة كروز HSTDV مثبتة فوق مرحلة صاروخ معزز بالوقود الصلب قبل الإطلاق في 7 سبتمبر 2020 في مجمع الإطلاق IV (LC-IV) الواقع في جزيرة عبد السلام.

في 7 سبتمبر 2020 ، اختبرت DRDO بنجاح المركبة الاستعراضية للتكنولوجيا فوق الصوتية التي تعمل بمحرك سكرامجت . تم إطلاق مركبة كروز في الساعة 11:03 IST من مجمع Dr APJ Abdul Kalam في جزيرة Wheeler على قمة طاروخ معزز صلب. على ارتفاع 30  كيلومتر أجري فصل الحمولة الصافية ، وتلاها فصل مركبة كروز الاستعراضية HSTDV ، وفتح مدخل الهواء ، وحقن الوقود ، والاشتعال الذاتي. بعد احتراق فرط صوتي لمدة 20 ثانية ، حققت مركبة كروز سرعة تقارب 2  كم في الثانية. أثبتت هذه الرحلة التجريبية صحة التكوين الديناميكي الهوائي للمركبة ، والاشتعال والاحتراق المستمر لمحرك سكرامجت بتدفق يفوق سرعة الصوت ، ونجاح آليات الفصل ، ومواد مميزة للهيكل الحراري . تم تعيين المركبة الاستعراضية لتقنية فرط الصوتية لتكون بمثابة لبنة للجيل القادم من صواريخ كروز التي تفوق سرعتها سرعة الصوت.

## أنظر أيضا
- بوينغ إكس -51
- BrahMos-II
- HGV-202F
- محرك نفاث فرطي
- بووم أوفرتشر

## روابط خارجية
- أنشطة اختبار الطيران والأرض التي تفوق سرعتها سرعة الصوت في الهند
- </img>

قالب:Defence Research and Development Organisation